# Datungia boursini
Datungia boursini är en fjärilsart som beskrevs av Charles E. Rungs 1967. Datungia boursini ingår i släktet Datungia och familjen nattflyn. Inga underarter finns listade i Catalogue of Life.